# 293e régiment d'artillerie
Pour les articles homonymes, voir 293e régiment.
Le 293e régiment d'artillerie est un ancien régiment d'artillerie de l'armée française. Créé en septembre 1939 par dédoublement du 93e régiment d'artillerie de montagne, il combat pendant la bataille des Alpes de juin 1940 et est dissout en juillet 1940.

## Historique
Le 293e RALD est mobilisé le 2 septembre 1939 à partir du 5e groupe du 93e RAM (groupe lourd du temps paix, formé en 1934 à partir du 6e groupe du 2e RAM). Il est formé de deux groupes (5e et 6e), avec des canons de 155 C modèle 1917 et des tracteurs SOMUA MCG.
Il est d'abord affecté à la 27e division d'infanterie alpine puis à la 64e division d'infanterie alpine à partir du 2 novembre.
Le régiment est déployé dans le secteur fortifié du Dauphiné en juin 1940. Le 6e groupe combat dans le Briançonnais et le 5e en Ubaye.
Il est dissout le 31 juillet 1940.

## Organisation
Il est commandé par le lieutenant-colonel Bresse, avec son PC à Jausiers.
Le 5e groupe est constitué de la 13e, 14e et 15e batteries, commandées respectivement par le capitaine Maire, le lieutenant Noble-Capitaine et le capitaine Nicolet. Chaque batterie compte quatre canons de 155.

## Insigne
L'insigne du régiment, fabriqué en 1940 par l'entreprise Chobillon, présente un canon de 155 C, avec un pointe une patte de collet portant le numéro 293 et encadrée par deux gentianes. Une variante antérieure, produite en 1939 par Prat et Joseph, existe avec un sapin qui cache une partie du canon et sans gentianes,.

### Sources et bibliographie
- Les grandes unités françaises: historiques succincts, vol. 2, Imprimerie nationale, 1967 (lire en ligne).
- Étienne Plan et Eric Lefèvre, La bataille des Alpes, 10-25 juin 1940: l'armée invaincue, C.-Lavauzelle, 1982 (ISBN 978-2-7025-0008-8, lire en ligne)